# Norrbo och Västansjö
Norrbo och Västansjö – miejscowość (tätort) w Szwecji, w regionie administracyjnym (län) Dalarna, w gminie Ludvika.
Według danych Szwedzkiego Urzędu Statystycznego liczba ludności wyniosła: 290 (31 grudnia 2015), 259 (31 grudnia 2018) i 257 (31 grudnia 2019).